# Баптистська церква на Декстер-авеню
Баптистська церква на Декстер-авеню — баптистська церква в Монтгомері, штат Алабама, Сполучені Штати, пов'язана з Прогресивною національною баптистською конвенцією. У 1974 році церква була визнана національною історичною пам'яткою через її важливість у русі за громадянські права та історії Америки. У 1978 році офіційну назву було змінено на Меморіальну баптистську церкву Декстера-авеню Кінга в пам'ять про доктора Мартіна Лютера Кінга-молодшого, який був там пастором і допомагав організувати бойкот автобусів у Монтгомері в 1955 році в епоху громадянських прав. Церква розташована за кілька кроків від Капітолія штату Алабама.
1 січня 2008 року уряд США подав церкву до ЮНЕСКО як частину передбачуваної майбутньої номінації об'єкта Світової спадщини через цю важливу історію. Вона входить до «Попереднього списку об'єктів Світової спадщини» ЮНЕСКО.

## Історія
Конгрегація баптистської церкви на Декстер-авеню була організована в 1877 році вільновідпущениками та вільними кольоровими людьми. Спочатку вона була відома як Друга кольорова баптистська церква. 30 січня 1879 року опікуни церкви заплатили 270 доларів за ділянку на розі нинішньої Декстер-авеню та Декейтер-стріт. Першою церковною спорудою була невелика дерев'яна будівля. У 1883 році громада почала будівництво нової будівлі; цегляна будівля була завершена лише в 1889 році. Церква почала служити ширшій афроамериканській спільноті 3 жовтня 1887 року, коли в ній відбулася перша реєстрація студентів Університету штату Алабама, історично темношкірого коледжу.
У 1899 році Вільям Х. Макалпайн став пастором; він був співзасновником Університету Сельма. Вернон Джонс, перший лідер Руху за громадянські права, служив пастором з 1947 по 1952 рік. Його наступником став доктор Мартін Лютер Кінг молодший, який був пастором церкви з 1954 по 1960 рік. У 1955 році він організував бойкот автобусів у Монтгомері зі свого підвального офісу.
Поруч із церквою розташований колишній будинок священника Декстера, який слугував домівкою для дванадцяти пасторів церкви між 1920 і 1992 роками. Нині він функціонує як Музей священства Декстера, де інтерпретується історія церкви. У 1982 році церкву було додано до Національного реєстру історичних місць.
Позаду церкви розташований Меморіальний центр спадщини Кінга на Декстер-авеню, на Вашингтон-авеню, 455. У подвір'ї є статуя доктора Кінга.

## Галерея

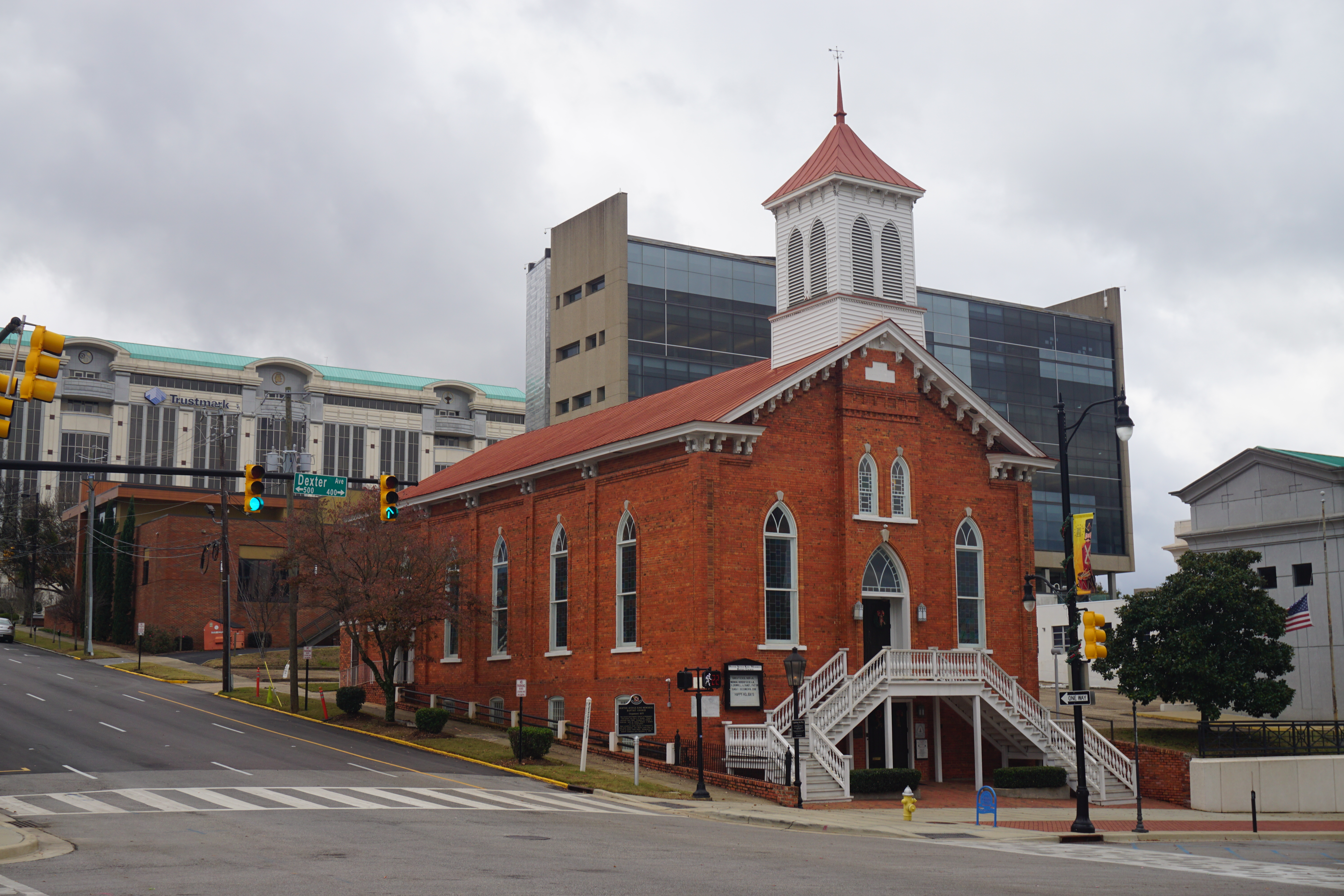
Екстер'єр
Інтер'єр
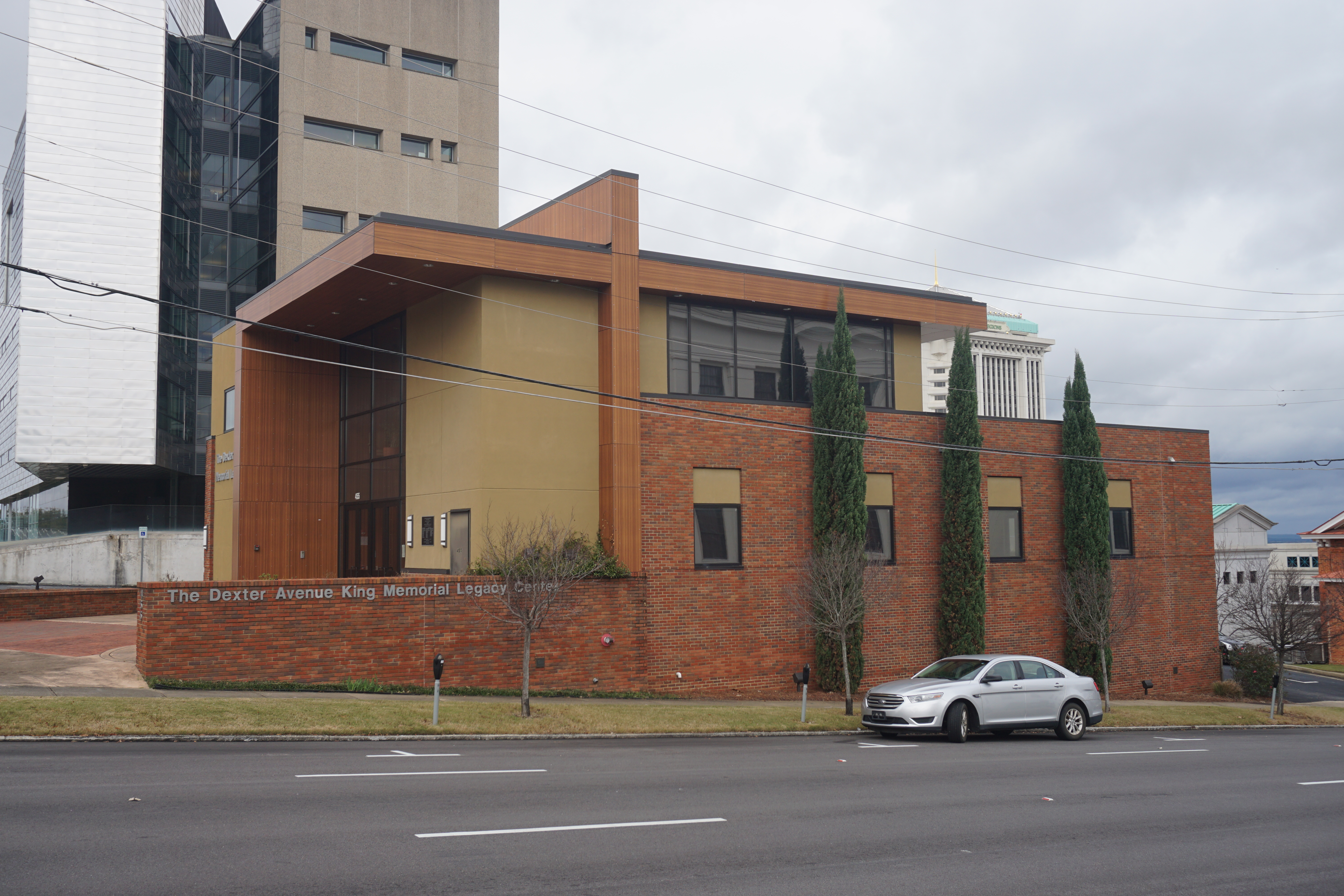
Меморіальний центр спадщини Кінга на Декстер-авеню
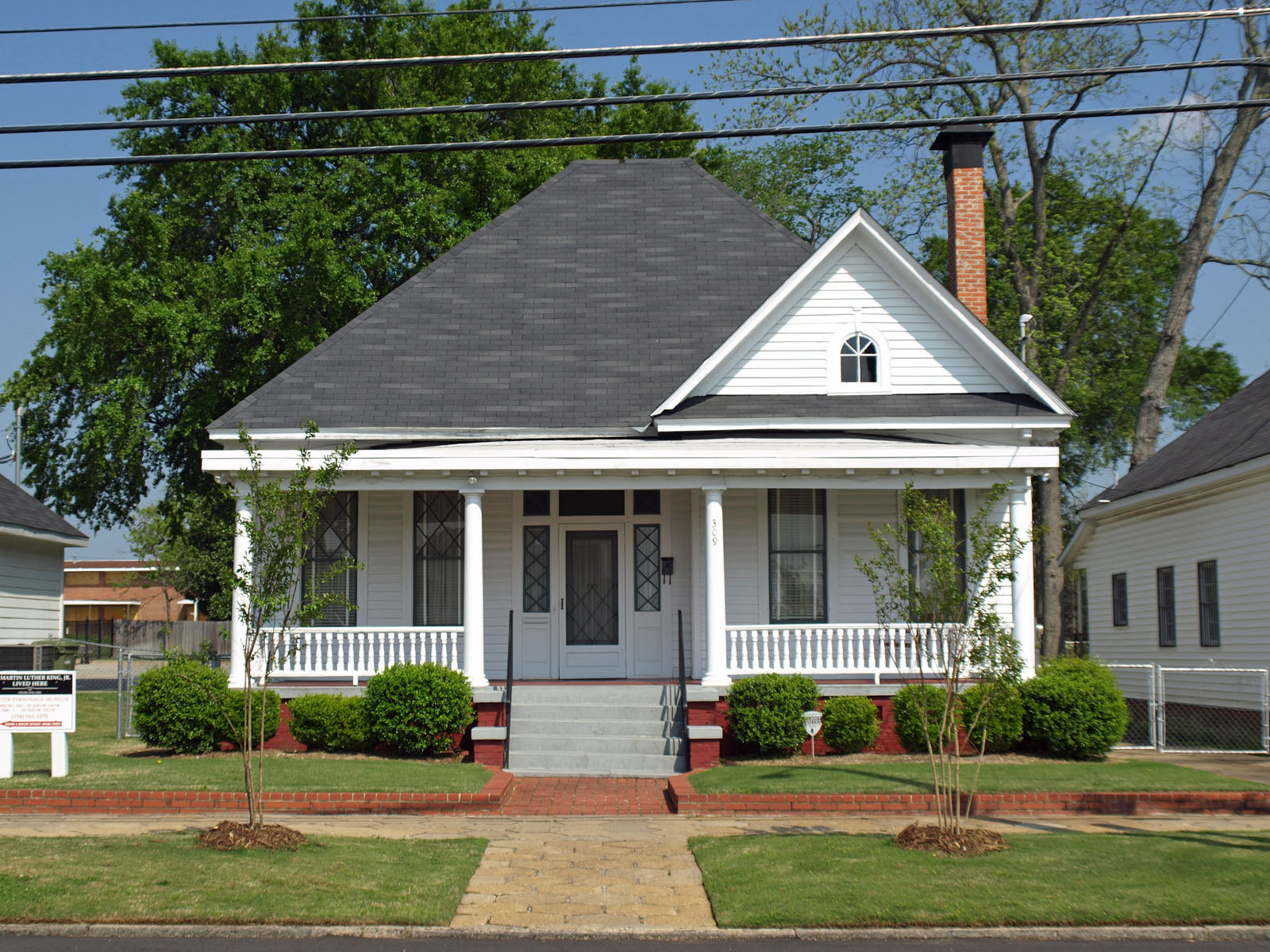
Музей Декстера Парсонейджа